# توماس جاي فارنهام
توماس جاي فارنهام (بالإنجليزية: Thomas J. Farnham)‏ هو مستكشف أمريكي، ولد في 1804 في فيرمونت في الولايات المتحدة، وتوفي في 13 سبتمبر 1848 في سان فرانسيسكو في الولايات المتحدة.